# Conchoecetes
Conchoecetes is een geslacht van kreeftachtigen uit de klasse van de Malacostraca (hogere kreeftachtigen).

## Soorten
- Conchoecetes andamanicus Alcock, 1900
- Conchoecetes artificiosus (Fabricius, 1798)
- Conchoecetes intermedius Lewinsohn, 1984